# Anisosticta bitriangularis
Anisosticta bitriangularis är en skalbaggsart som först beskrevs av Thomas Say 1824.  Anisosticta bitriangularis ingår i släktet Anisosticta och familjen nyckelpigor. Inga underarter finns listade i Catalogue of Life.